# 個別原価計算
個別原価計算（こべつげんかけいさん、英: job-order cost system）とは、1つの製品ごとに原価を集計する原価計算手法の一つである。主にこの手法は、船舶や特注の機械、建設工事など、製造指図書をもとに個別に製造する受注生産で採用される。大量生産には総合原価計算が適用される。
個別原価計算には、製造間接費について部門別計算を行わない単純個別原価計算と、部門別計算を行う部門別個別原価計算とがある。

## 概要
19世紀半ば、産業革命によって工業が確立し、工業製品の売価の決定が企業にとって重要な問題になった。製品をいくらで売れば利益が出るのかを計算するためには、製品の製造にいくらの費用がかかっているのかを明らかにする必要があった。そこで製品の製造にかかった費用を複式簿記で記録し、集計する方法が工夫された。
20世紀初頭には、工業は同規格品の大量生産の時代を迎えた。大量生産を行う工場においては、個別原価計算は実施に手数がかかり管理コストが上昇するというデメリットがより強く認識されるようになり、新たな原価計算手法が工夫されることになった。すなわち総合原価計算の誕生である。同規格品の大量生産を行う工場では、総合原価計算は優れた能力を発揮し、個別原価計算に取って代わることになった。しかし、受注生産品などでは個別原価計算が用いられることが多い。

## 計算手続き
- 原価計算票への記入

1つの製品ごとに、原価計算票を作成し、原価を集計していく。原価計算票には、製造指図書No、得意先名、製品名、仕様、数量、製造指図書発行日、製造着手日、製品完成日、製品引渡予定日の記入欄とともに、直接材料費、直接労務費、直接経費、製造間接費の記録欄、および、販売価格、直接材料費、直接労務費、直接経費、製造間接費、製造原価、販管費、総原価、利益の見積、実績、差異を記入する要約欄がある。製造前にあらかじめ要約欄の各項目ごとの見積額を記入する。
- 製造直接費

製造直接費はどの製品にどれだけ発生したかが明らかな原価なので、製品ごとに個別に集計する。これを賦課または直課という。
- 直接材料費が発生したときは、直接材料費欄に、その日付、出庫票No、金額を記入する。
- 直接労務費が発生したときは、直接労務費欄に、その日付、作業時間票No、金額を記入する。
- 直接経費が発生したときは、直接経費欄に、その日付、経費伝票No、金額を記入する。

- 製造間接費

製造間接費はどの製品にどれだけ発生したかが明らかでない原価なので、一定の配賦基準にもとづいて、製造間接費を各製品に配分する。これを配賦という。配賦手順は以下のようになる。
配賦金額は、例えば、直接作業時間を基準にして次の式により算出する。
配賦率 ＝ 1ヶ月の製造間接費発生額 ÷ 1ヶ月の総直接作業時間
（単位：円／時間。1時間あたりの配賦製造間接費）
配賦金額 ＝ 配賦率 × その製品の製造に要した直接作業時間
製造間接費欄に、日付、配賦率、金額（配賦金額）を記入する。
- 製品の完成

製品が完成したら、原価計算票の要約欄の各項目ごとの実績額および差異を記入する。

## コスト・フロー
以下のようなフローで、製品を製造する過程で発生した原価は最終的に売上原価（費用）に振り替えられる。
- 製造直接費

製造直接費は一度、直接材料費（資産）、直接労務費（資産）、直接経費（資産）といった費目別勘定の借方に記帳すると同時に、仕掛品勘定（建設業会計では未成工事支出金勘定）に振り替える。
- 製造間接費

製造間接費も同様に一度、間接材料費（資産）、間接労務費（資産）、間接経費（資産）といった費目別勘定の借方に記帳すると同時に、仕掛品勘定に振り替える。
- 製品の完成

製品の注文数のすべてが完成した時点で仕掛品勘定を製品勘定に振り替える。
- 製品の売上

製品を顧客に引き渡し売上が発生した時点で製品勘定を売上原価勘定に振り替える。
建設工事など請負に立脚する事業の場合、製品勘定を用いない。建設業会計では、未成工事支出金勘定を直接完成工事原価勘定に振り替える。